# Arquebisbat de Quebec

Escut de l'arxidiòcesi

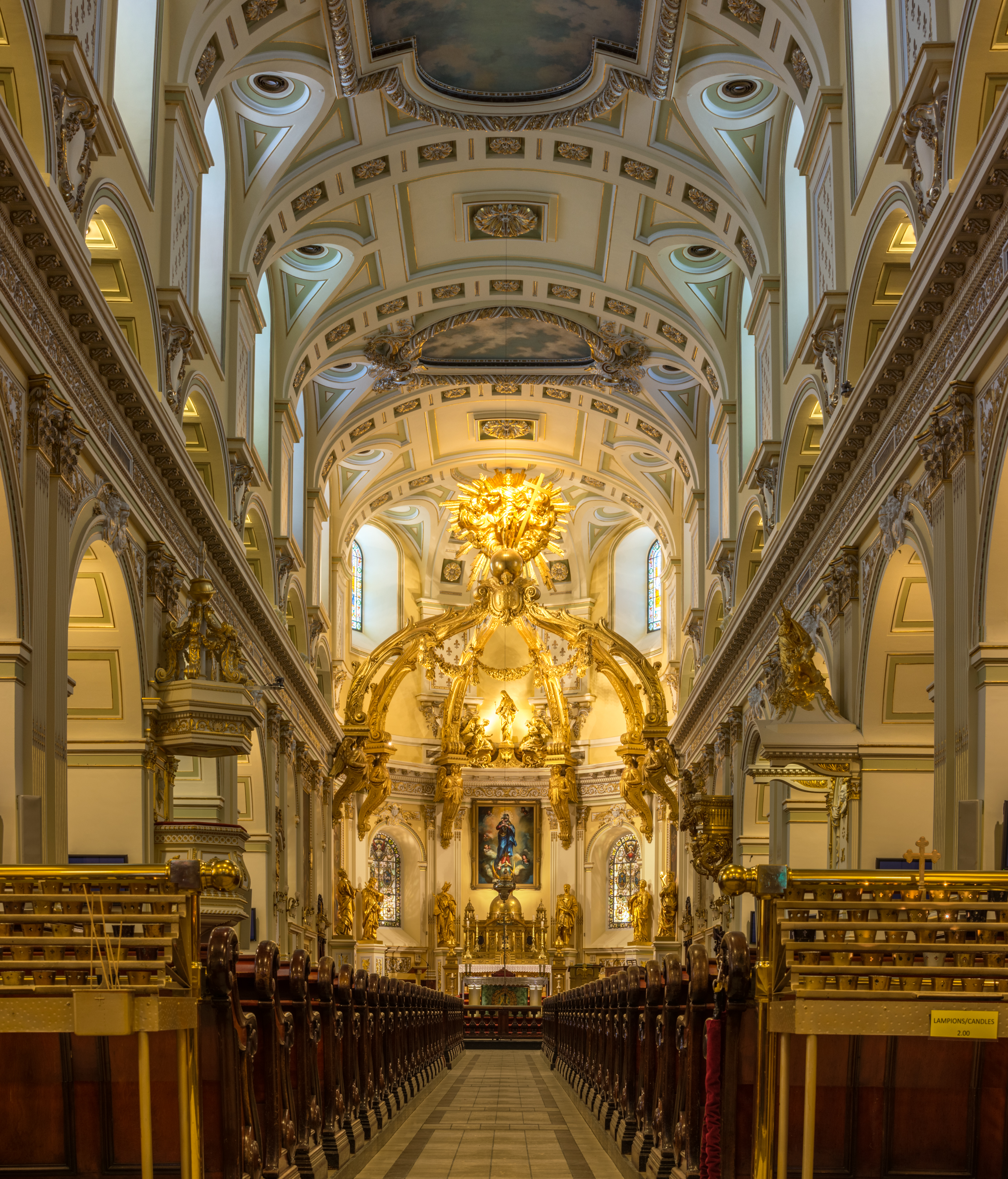
Interior de la catedral

L'arquebisbat de Quebec (francès: Archidiocèse de Québec ; anglès: Archdiocese of Québec; llatí: Archidioecesis Quebecensis) és una seu metropolitana de l'Església catòlica, que pertany a la regió eclesiàstica Quebec. En ser la primera seu episcopal del Nou Món al nord de Mèxic, l'arquebisbat de Quebec és també la seu Primada del Canadà El 2010 tenia 1.040.690 batejats d'un total d'1.195.261 habitants. Actualment està regida per l'arquebisbe cardenal Gérald Cyprien Lacroix, I.S.P.X..

## Territori
L'arxidiòcesi comprèn la ciutat de Quebec, on es troba la basílica catedral de Nostra Senyora de Quebec.
El territori està dividit en 219 parròquies.

## Història

### Nova França
Des de l'inici de la colonització del Nou Món, l'Església influencià les polítiques de Nova França. Fins i tot durant els primers viatges de Jacques Cartier al segle xvi, els missioners acompanyaren els exploradors en els seus viatges al Nou Món. Després de dos intents fracassats d'establir-se a Acàdia, el 1608 Samuel de Champlain fundà la ciutat de Quebec, donant a l'Església una base sòlida per escampar la fe cristiana a les poblacions indígenes. El 1615, els Recol·lectes arribaren al Quebec, seguit pels missioners jesuïtes deu anys després, missioners que depenien directament de la Santa Seu. La seva presència ajudaria a conduir les colònies, donant als colons una raó moral per a la seva presència, a més de donar a l'Església una posició d'influència en la política domèstica i local. Quan els jesuïtes tornaren al Quebec el 1632, les missions van ser posades sota la jurisdicció de l'arquebisbe de Rouen.
L'11 d'abril de 1658, el Papa Alexandre VII establí el vicariat apostòlic de Nova França, 124 anys després del primer viatge de Jacques Cartier el 1534; el qual s'estenia sobre totes les colònies franceses a l'Amèrica Septentrional, fins al riu Mississipi i Louisiana. El vicari apostòlic va ser François de Laval. Com a Vicari Apostòlic de Quebec, Laval era un membre central del Consell Sobirà de Nova França. Es podria dir que, mentre que només estava encarregat amb només les qüestions espirituals de Nova França, tenia la major influència de l'Església, a més que tenia unes relacions excel·lents amb el rei Lluís XIV. En el moment de la seva fundació només existien onze esglésies i capelles. El 1663, Laval va establir el Seminari de Quebec, el 1664 la primera parròquia, que seria seguida per onze més al 1678.
L'1 d'octubre de 1674, mentre que la població de Nova França creixia ràpidament i el Seminari de Quebec rebia més estudiants, el Papa Climent X elevà el vicariat apostòlic a diòcesi, la qual dependria directament de la Santa Seu; aquesta previsió posteriorment asseguraria la seva permanència després que Nova França passés a mans del Regne Unit el 1760. El 1688 el bisbe Laval renuncià i va obtenir del rei de França les abadies de Maubec, Lestrées i Benevent. El va succeir Jean-Baptiste de la Croix Chevrière de Saint Vallier, que prosseguí l'obra d'organització de la diòcesi, augmentant la quantitat de parròquies i promovent les missions jesuïtes a Illinois.
Però es va atreure molts enemics quan en 1692 va fer parròquies independents del seminari. El rei va demanar la seva renúncia, que el bisbe es va oposar amb una negativa. Va ser retingut a París entre 1694 i 1697 i, a continuació, va ser fet presoner pel britànics entre 1704 i 1709, i de nou detingut a França fins a 1713. No obstant això, durant la seva estada a Europa, ell no va poder aconseguir la unió d'abadies atorgades al seu predecessor amb la diòcesi de Quebec.
En el seu moment màxim, la diòcesi de Quebec cobria tot el continent americà fins al golf de Mèxic. Només les colònies britàniques que després esdevindrien els Estats Units i la colònia espanyola de Florida no estaven sota l'autoritat del bisbe de Quebec.

### Mandat britànic
Sota el mandat britànic, les gents del Quebec van ser discriminades a causa de la seva fe catòlica i el seu idioma. Qualsevol persona de l'Imperi Britànic que volgués ocupar qualsevol càrrec havia de fer un jurament on feia pública la seva fe. Com que tots els colons eren catòlics francòfons, la Prova del Jurament evitava que la població local participés en la política local. Malgrat tot, el 1774 el Parlament britànic aprovà l'Acta del Quebec, on es permetia al Quebec restaurar l'ús de la llei de costums francesa ("Coutume de Paris") en els afers privats conjuntament al sistema legal britànic comú, i permetia a l'Església recollir delmes sobre els negocis i propietats catòlics. El 1763 va cedir part del seu territori per a la creació, respectivament, de la Prefectura Apostòlica de les illes de Saint-Pierre i Miquelon (avui vicariat apostòlic).
Després del Tractat de París de 1783 la jurisdicció de la diòcesi va coincidir amb les fronteres del Canadà.
El 30 de maig de 1784, el 4 de juliol de 1817 i el 12 de gener de 1819 va cedir part del seu territori per tal de l'erecció, respectivament, de la prefectura apostòlica de Terranova (ara arquebisbat de St. John's, Newfoundland) i dels vicariats apostòlics de Nova Escòcia (ara arquebisbat de Halifax-Yarmouth) i Alt Canadà (actual arquebisbat de Kingston).
El mateix 12 de gener de 1819, la diòcesi va ser elevada al rang de d'arxidiòcesi amb el breu In summa Apostolatus del Papa Pius VII, però l'arquebisbe va haver de demanar al Papa permís per no utilitzar el títol d'arquebisbe, per evitar ofendre al govern britànic.
L'1 de febrer de 1820, en virtut del breu Inter multiplices del papa Pius VII va cedir l'illa Anticosti i part de Labrador al vicariat apostòlic de Terranova (avui arquebisbat de St. John's).
Successivament, va cedir diverses parts més del territori per a la creació de noves circumscripcions eclesiàstiques:
- l'11 d'agost de 1829 a favor de la construcció del bisbat de Charlottetown;
- el 13 de maig de 1836 a favor de l'erecció de la diòcesi de Mont-real (avui arxidiòcesi);
- el 1 de desembre de 1843 a favor de l'erecció del vicariat apostòlic del territori d'Oregon (ara arxidiòcesi de Portland, als Estats Units);
- el 16 d'abril de 1844 a favor de l'erecció del Vicariat Apostòlic del Nord-est (avui arquebisbat de Saint Boniface).

El 12 de juliol de 1844 va ser elevat a seu metropolitana sota el breu Cum per similes del papa Gregori XVI.
Fins i tot després d'haver estat elevada a seu metropolitana cedí porcions de territori per a la creació de noves diòcesis:
- el 8 de juny de 1852 a favor de la construcció de les diòcesis de Saint-Hyacinthe i de Trois-Rivières;
- el 15 de gener de 1867 a favor de l'erecció de la diòcesi de Rimouski (ara arxidiòcesi);
- el 28 d'agost de 1874 a favor de l'erecció de la diòcesi de Sherbrooke (ara arxidiòcesi);
- el 28 de maig de 1878 a favor de la construcció de la diòcesi de Chicoutimi;
- el 23 de juny de 1951 favor de l'erecció de la diòcesi de Sainte-Anne-de-la-Pocatière.

### Avui
És habitual, tot i que no és inherent al títol, que els arquebisbes de Quebec siguin creats cardenals mentre serveixen com a tals o bé quan són traslladats a una arxidiòcesi major o a un càrrec a la Cúria Romana.

### Primat del Canadà
Des del 24 de gener de 1956, l'arquebisbe de Quebec té el títol cerimonial de Primat del Canadà. El títol va ser concedit pel Papa Pius XII.

## Cronologia episcopal
- Sant François de Montmorency-Laval † (11 d'abril de 1658 - 24 de gener de 1688 renuncià)
- Jean-Baptiste de la Croix de Chevrières de Saint-Vallier[1] † (abril de 1685 - 26 de desembre de 1727 mort)
- Louis-François Du Plessis de Mornay, O.F.M.Cap. † (26 de desembre de 1727 - 12 de setembre de 1733 renuncià)
- Pierre-Herman Dosquet, P.S.S. † (12 de setembre de 1733 - 25 de juny de 1739 renuncià)
- François-Louis Pourroy de L'Auberivière † (22 de març de 1739 - 20 d'agost de 1740 mort)
- Henri-Marie du Breuil de Pontbriand † (30 de novembre de 1740 - 8 de juny de 1760 mort)
- Jean-Olivier Briand † (21 de gener de 1766 - 29 de novembre de 1784 renuncià)
- Louis-Philippe-François Mariauchau d'Esglis † (2 de desembre de 1784 - 4 de juny de 1788 mort)
- Jean-François Hubert † (12 de juny de 1788 - 1 de setembre de 1797 renuncià)
- Pierre Denaut † (1 de setembre de 1797 - 17 de gener de 1806 mort)
- Joseph-Octave Plessis † (17 de gener de 1806 - 4 de desembre de 1825 mort)
- Bernard-Claude Panet † (4 de desembre de 1825 - 14 de febrer de 1833 mort)
- Joseph Signay † (14 de febrer de 1833 - 3 d'octubre de 1850 mort)
- Pierre-Flavien Turgeon † (3 d'octubre de 1850 - 25 d'agost de 1867 mort)
- Charles-François Baillargeon † (12 d'abril de 1855 - 13 d'octubre de 1870 mort)
- Elzéar-Alexandre Taschereau † (24 de desembre de 1870 - 12 d'abril de 1898 mort)
- Louis Nazaire Bégin † (12 d'abril de 1898 - 18 de juliol de 1925 mort)
- Paul-Eugène Roy † (18 de juliol de 1925 - 20 de febrer de 1926 mort)
- Felix-Raymond-Marie Rouleau, O.P. † (9 de juliol de 1926 - 31 de maig de 1931 mort)
- Jean-Marie-Rodrigue Villeneuve, O.M.I. † (11 de desembre de 1931 - 17 de gener de 1947 mort)
- Maurice Roy † (2 de juny de 1947 - 20 de març de 1981 jubilat)
- Louis-Albert Vachon † (20 de març de 1981 - 17 de març de 1990 jubilat)
- Maurice Couture, R.S.V. (17 de març de 1990 - 15 de novembre de 2002 jubilat)
- Marc Ouellet, P.S.S. (15 de novembre de 2002 - 30 de juny de 2010 nomenat prefecte de la Congregació per als Bisbes)
- Gérald Cyprien Lacroix, I.S.P.X., des del 22 de febrer de 2011

## Estadístiques
A finals del 2010, la diòcesi tenia 1.040.690 batejats sobre una població d'1.195.261 persones, equivalent al 87,1% del total.
| any  | població  | població  | població | sacerdots | sacerdots       | sacerdots       | sacerdots             | diàques | religiosos | religiosos | parroquies |
| ---- | --------- | --------- | -------- | --------- | --------------- | --------------- | --------------------- | ------- | ---------- | ---------- | ---------- |
| any  | batejats  | total     | %        | total     | clergat secular | clergat regular | batejats por sacerdot | diàques | homes      | dones      |            |
| 1950 | 622.000   | 632.100   | 98,4     | 1.451     | 1.100           | 351             | 428                   |         | 399        | 6.500      | 285        |
| 1966 | 710.421   | 716.864   | 99,1     | 1.565     | 1.052           | 513             | 453                   |         | 1.360      | 7.720      | 275        |
| 1970 | 761.728   | 768.351   | 99,1     | 1.581     | 1.005           | 576             | 481                   |         | ?          | 6.992      | 272        |
| 1976 | 873.165   | 885.601   | 98,6     | 1.517     | 957             | 560             | 575                   | 26      | 1.479      | 6.500      | 276        |
| 1980 | 954.359   | 993.138   | 96,1     | 1.508     | 894             | 614             | 632                   | 35      | 1.319      | 6.223      | 274        |
| 1990 | 1.041.116 | 1.063.406 | 97,9     | 1.158     | 704             | 454             | 899                   | 62      | 1.045      | 4.657      | 273        |
| 1999 | 1.042.762 | 1.075.188 | 97,0     | 917       | 568             | 349             | 1.137                 | 79      | 763        | 3.816      | 254        |
| 2000 | 1.014.361 | 1.047.001 | 96,9     | 906       | 550             | 356             | 1.119                 | 81      | 778        | 3.812      | 249        |
| 2001 | 1.027.948 | 1.072.950 | 95,8     | 896       | 535             | 361             | 1.147                 | 82      | 762        | 3.771      | 234        |
| 2002 | 1.040.227 | 1.080.135 | 96,3     | 869       | 518             | 351             | 1.197                 | 86      | 747        | 3.766      | 233        |
| 2003 | 1.047.425 | 1.098.212 | 95,4     | 860       | 518             | 342             | 1.217                 | 93      | 767        | 3.502      | 229        |
| 2004 | 1.076.180 | 1.149.301 | 93,6     | 846       | 498             | 348             | 1.272                 | 91      | 734        | 3.282      | 227        |
| 2010 | 1.040.690 | 1.195.261 | 87,1     | 701       | 418             | 283             | 1.484                 | 95      | 629        | 2.729      | 219        |